# Santa Marta da Montanha
Santa Marta da Montanha is een plaats (freguesia) in de Portugese gemeente Vila Pouca de Aguiar en telt 195 inwoners (2001).